# Hwang Ok-sil
Hwang Ok-sil (kor. 황옥실; ur. 25 marca 1972 w Pjongjangu) – północnokoreańska łyżwiarka szybka, specjalistka short tracku, brązowa medalistka olimpijska (1992).
W 1992 roku zdobyła brązowy medal olimpijski w biegu na 500 m podczas igrzysk w Albertville, uzyskując w finale czas 47,23 s. W tej konkurencji zwyciężyła w swoim biegu eliminacyjnym, była druga w ćwierćfinale i zwyciężyła w półfinale. W biegu finałowym na drugim okrążeniu objęła prowadzenie, szybko jednak wyprzedziła ją Cathy Turner, późniejsza mistrzyni olimpijska. Koreanka przegrała jeszcze z Chinką Li Yan, ale pokonała faworyzowaną Holenderkę Monique Velzeboer, zwyciężczynię biegu na tym dystansie podczas pokazowych zawodów na igrzyskach w Calgary w 1988 roku.
Medal zdobyty przez Hwang Ok-sil w Albertville był drugim w historii medalem zimowych igrzysk olimpijskich wywalczonym dla Korei Północnej. Wcześniej, podczas igrzysk w Innsbrucku w 1964 roku, srebrny medal dla tego kraju zdobyła Han Pil-hwa w łyżwiarstwie szybkim.
W 1993 roku wzięła udział w mistrzostwach świata w Pekinie i zajęła w nich 10. miejsce w klasyfikacji indywidualnej. Wystąpiła też w sztafecie północnokoreańskiej (wspólnie z Li Gyong-hui, Kim Chun-hwa i Ho Jong-hae), która zajęła 4. miejsce.
W 1998 roku wystąpiła na igrzyskach olimpijskich w Nagano. Wzięła udział w dwóch konkurencjach – w biegu na 500 m uplasowała się na 22. pozycji, a w sztafecie zajęła 7. miejsce, wspólnie z Jong Ok-myong, Ho Jong-hae i Han Ryon-hui.